# Bougounam
Bougounam est une commune rurale située dans le département de Gourcy de la province du Zondoma dans la région Nord au Burkina Faso.

## Géographie
Grande commune du nord du département, Bougounam se trouve à environ 18 km au nord du centre de Gourcy, le chef-lieu du département, et 25 km au sud de Ouahigouya, la plus importante ville du nord du pays. La ville est traversée par la route nationale 2 reliant le centre et le nord du pays.
Le village est divisé en quatre quartiers.

## Économie
L'économie du village repose principalement sur l'agriculture et l'élevage. Le marché de Bougounam est cependant l'un des plus importants localement.

## Santé et éducation
Bougounam accueille un centre de santé et de promotion sociale (CSPS) tandis que le centre médical ( CM ) de la province  se trouve à Gourcy.
Bougounam possède une école primaire et un collège privé d'enseignement général ECLA. En 2020, une bibliothèque municipale (rattachée administrativement à la commune/département de Gourcy) est créée dans le village.

## Réligion
Les populations de Bougounam pratiquent essentiellement l'islam mais le village a également deux églises, l'une catholique, l'autre protestante.